# Flying Shark
Flying Shark (яп. 飛翔鮫 хисё:замэ) — компьютерная игра в жанре вертикального скролл-шутера, разработанная Toaplan и выпущенная компанией Taito в 1987 году в виде аркадного игрового автомата. В США аркадная версия была лицензирована компании Romstar и выпущена под названием Sky Shark. Впоследствии игра была портирована на домашние компьютеры Amiga, Commodore 64, PC/MS-DOS, Amstrad CPC, Atari ST, FM Towns, Sharp X68000, ZX Spectrum и игровой консоли NES. В 1989 году также был выпущен сиквел под названием Fire Shark.

## Игровой процесс
Пилотируя биплан, игрок должен поражать наземные, воздушные и водные цели. Уничтожение некоторых групп вражеских самолётов даёт бонусы, в виде дополнительных очков, улучшения для самолёта или дополнительной жизни («1UP»).
Удержание кнопки огня спустя небольшое время взрывает «бомбу», которая уничтожает всех врагов, присутствующих на экране.
Каждый этап начинается и заканчивается на взлетно-посадочной полосе. Если после первого взлёта удалось сохранить часть бомб, то их количество, умноженное на 3000, добавляется к очкам. В начале этапа или после очередной гибели количество бомб снова становится равно трём.

## Оценки и мнения
| Иноязычные издания | Иноязычные издания | Иноязычные издания |
| Издание            | Оценка             | Оценка             |
| Издание            | Atari ST           | ZX Spectrum        |
| ------------------ | ------------------ | ------------------ |
| Crash              |                    | 85 %               |
| Génération 4       | 80 %               |                    |